# Laciniogonus summus
Laciniogonus summus är en mångfotingart som beskrevs av Demange 1966. Laciniogonus summus ingår i släktet Laciniogonus och familjen Odontopygidae. Inga underarter finns listade i Catalogue of Life.